# Tommy Windich

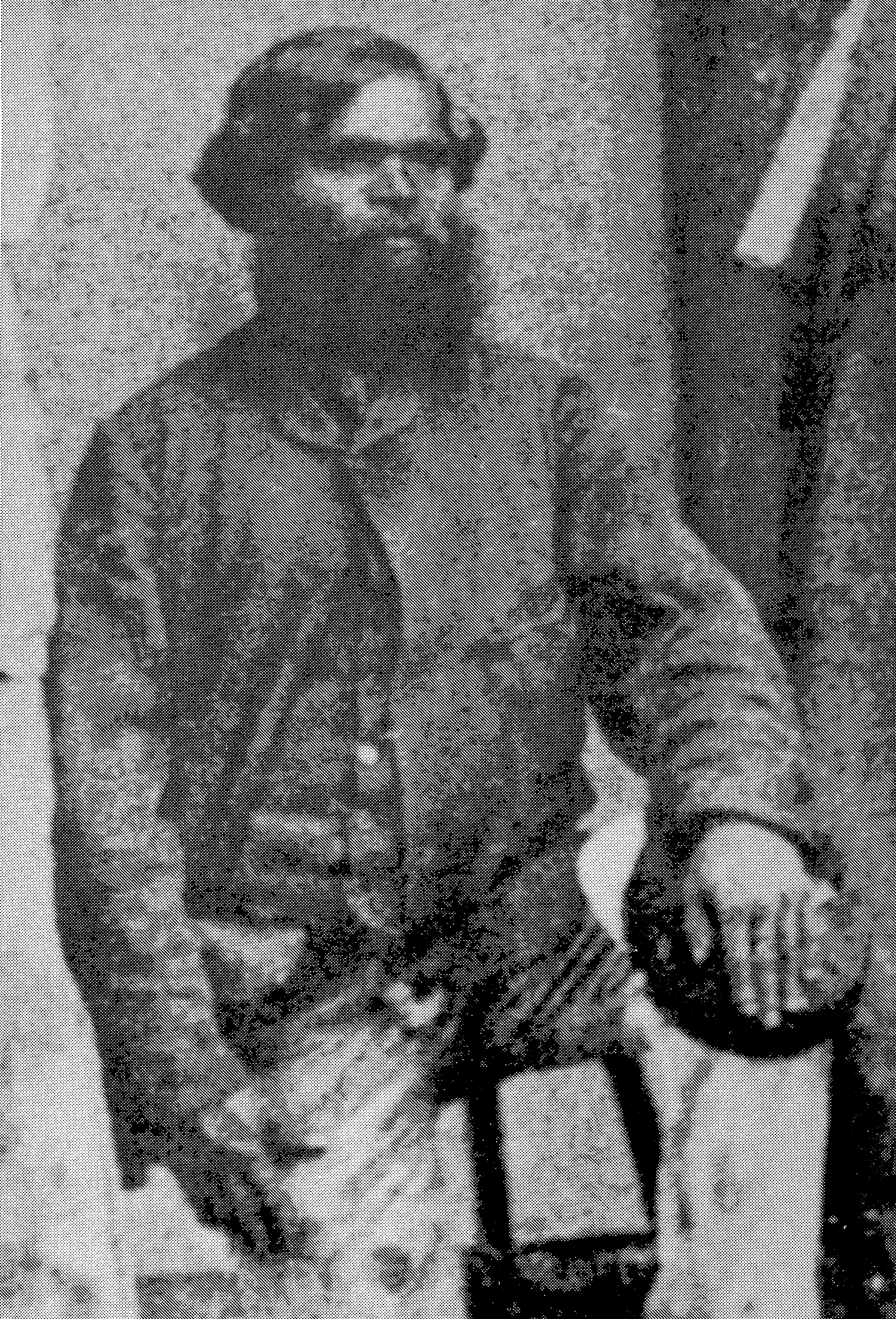
Tommy Windich

Tommy Windich (* 1840 beim Mount Stirling, Kellerberrin, Victoria, Australien; † 1876 bei der Esperance Bay, Western Australia) war ein Aborigine der Kokar, ein Tracker (Fährtensucher) und Expeditionsteilnehmer.

## Leben
Möglicherweise wurde Tommy Windich wegen einer ansteckenden Krankheit von seinem Stamm im Gebiet von Bunbury ausgesetzt. Er hatte von den Elders der Aborigines gelernt im Busch zu überleben und von den Weißen die Pferdehaltung. Daher war er ab 1866 auf der Expedition von Charles Hunt für die frühen europäischen Siedler und für die staatlichen Landvermesser von großer Bedeutung und war an zwei Expeditionen von Perth nach Adelaide beteiligt. Ferner war er auch erfolgreich, entflohene Sträflinge und flüchtige Mörder im Busch zu finden.
Windich hatte gute Verbindungen zu John und Alexander Forrest, beide bedeutende Entdeckungsreisende in Westaustralien. Windich begleitete John auf drei Expeditionen in den Jahren 1869, 1870 und 1874 und Alexander im Jahr 1871. Die täglichen Hauptaufgaben von Windich waren während der Expeditionen Trinkwasser und Pferdefutter zu finden. Er war auch ein guter Schütze, Fährtensucher und Jäger. Er genoss hohe Anerkennung und Wertschätzung bei der Regierung und den Forrest-Brüdern.

## Nachleben

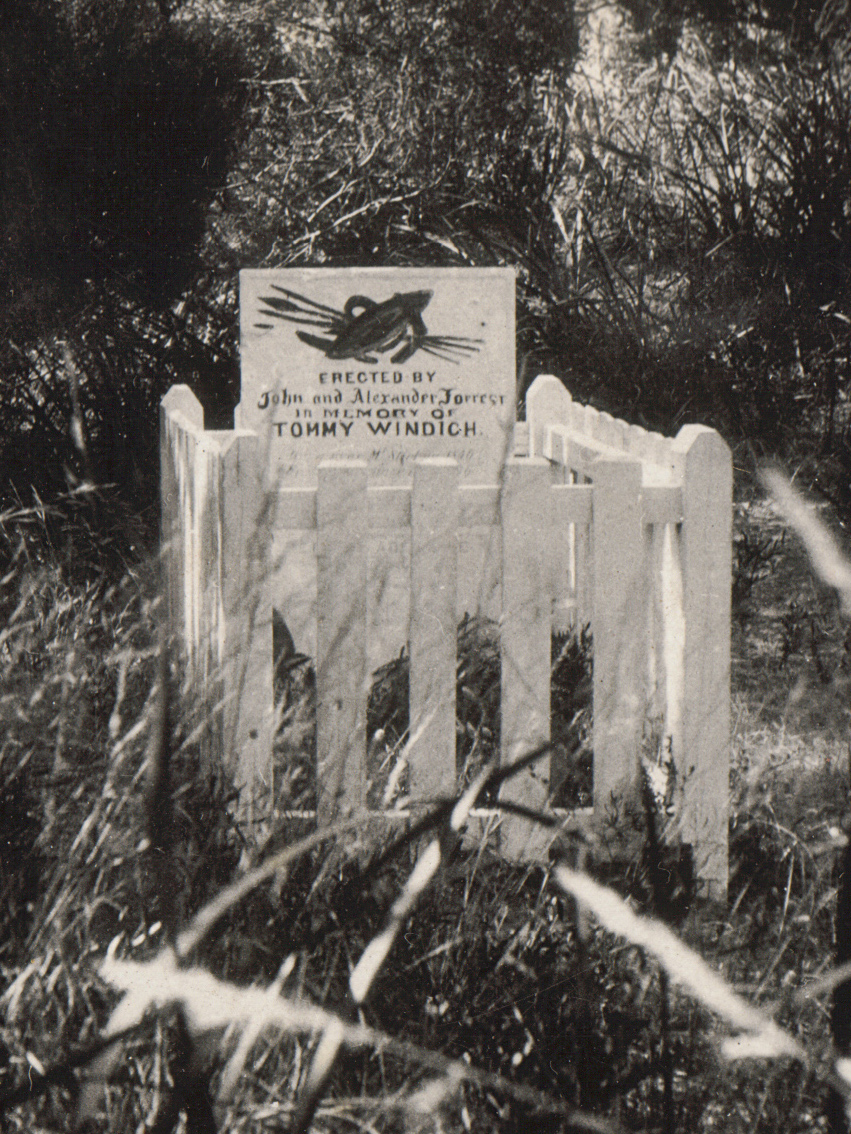
Grabmal für Tommy Windich, das die Forrest-Brüder errichteten (Bild von 1929)

Die Forrest-Brüder errichteten einen Grabstein auf seinem Todesort. Er starb, als er die Verlegung einer Telegrafenleitung als Fährtensucher begleitete. Dieses Grabmal befindet sich heute im Museum. Auf seinem Grabmal im Port Authority Park in Esperance befinden sich zwei Bronzeplaketten. Der Text auf einer Plakette lautet:
„Erected by John and Alexander Forrest in memory of Tommy Windich. Born near Mt. Stirling 1840 Died at Esperance Bay 1876. He was an aboriginal of Western Australia of great intelligence and fidelity who accompanied them on exploring expeditions into the interior of Australia - two of which were from Perth to Adelaide. "Be Ye Also Ready"“
Der Ort Windich Springs wurde von John Forrest am 27. Mai 1874 nach Windich benannt.